# Bonboné
Bonboné è un cortometraggio del 2017 diretto da Rakan Mayasi.

## Trama
Una coppia palestinese vuole avere un figlio, ma il marito è detenuto in un carcere israeliano, così durante il colloquio trovano una strategia di resistenza grazie allo scambio di una caramella bonbon. Il loro piano segreto incontrerà però diversi ostacoli anche al di fuori della prigione.

## Produzione
Il film si basa su fatti reali. Secondo le statistiche, decine di bambini dal 2012 sono nati grazie al contrabbando di sperma all'interno delle carceri israeliane. Il regista ha trovato ispirazione leggendo la notizia in un articolo di giornale. La fase di ricerca e scriptwriting si è svolta a Beirut in sette mesi. Il film è stato girato in sei giorni nel sud del Libano. La prigione è stata ricostruita in quanto le carceri libanesi non sono simili a quelle israeliane.
La difficoltà principale fu ottenere i permessi affinché gli attori palestinesi potessero entrare in Libano. Per pagare il noleggio dell'attrezzatura fu avviata una campagna online di crowfunding, al termine della quale furono assicurati il 100% dei finanziamenti.

## Distribuzione
Il film è stato presentato in concorso al Toronto International Film Festival. Successivamente ha preso parte a numerose rassegne cinematografiche, fra i quali il Festival internazionale del cinema di Dubai e il Festival cinematografico internazionale di Mosca.

## Riconoscimenti
- 2017: Toronto International Film Festival – Candidatura al miglior cortometraggio straniero
- 2017: Festival internazionale del cinema di Dubai – Candidatura al miglior cortometraggio
- 2017: Rome Independent Film Festival – Candidatura al miglior cortometraggio straniero
- 2017: Almería International Short Film Festival – Miglior cortometraggio
- 2017: Nazra Palestine Short Film Festival (Italia) – Miglior film
- 2018: Festival cinematografico internazionale di Mosca – Miglior cortometraggio
- 2018: Kustendorf International Film and Music Festival (Serbia) – Uovo d'oro al miglior cortometraggio
- 2018: Festival Écran Libre (Francia) – Premio del pubblico al miglior cortometraggio
- 2018: Festival Internacional de Cine bajo la Luna (Spagna) – Miglior cortometraggio e migliore sceneggiatura
- 2019: Bucharest International Film Festival – Miglior cortometraggio